# Uropyxis daleae
Uropyxis daleae är en svampart som först beskrevs av Dietel & Holw., och fick sitt nu gällande namn av Paul Wilhelm Magnus 1899. Uropyxis daleae ingår i släktet Uropyxis, och familjen Uropyxidaceae. Inga underarter finns listade i Catalogue of Life.